# فلاورد
فلاورد هي منصة لتوصيل الزهور والهدايا عبر الإنترنت، تأسست في عام 2017 ويقع مقرها الرئيسي في الرياض، المملكة العربية السعودية وتمارس نشاطها في الكويت والمملكة العربية السعودية وقطر، البحرين والإمارات العربية المتحدة والأردن وعُمان ومصر والمملكة المتحدة.

## التاريخ
تأسست شركة فلاورد في عام 2017، على يد عبدالعزيز باسم اللوغاني ومحمد سعود العريفي وطيبة الحميدي، كمنصة عبر الإنترنت لتوصيل الزهور والهدايا. بحلول عام 2022، توسعت الشركة إلى تسع دول، وتعمل في حوالي 40 مدينة في منطقة الشرق الأوسط وشمال أفريقيا والمملكة المتحدة. في نفس العام، اختارت مجلة فوربس الشرق الأوسط شركة فلاورد ضمن القائمة السنوية لـ "أكثر 50 شركة ناشئة تمويلاً في منطقة الشرق الأوسط وشمال إفريقيا".
في سبتمبر 2022، حصلت فلاورد على ترخيص رسمي لكأس العالم 2022، لتصبح أول شركة في مجال تنسيق الزهور تحصل على هذا الترخيص. وأطلقت الشركة مجموعة من تنسيقات الزهور المرخصة رسمياً والتي تحمل شعار البطولة، بما في ذلك مزهرية ذهبية لكرة القدم بإصدار محدود. وجاء الإعلان خلال حفل أقيم في الدوحة بحضور شخصيات بارزة في عالم كرة القدم، مثل ريكاردو كاكا، وديفيد فيا، وديدييه دروغبا، وإيكر كاسياس. في نوفمبر 2022، استحوذت شركة فلاورد على شركة مبخر، وهي علامة تجارية للعطور مقرها الكويت تأسست عام 2015 وتتواجد في الكويت والسعودية والبحرين وقطر.
في أكتوبر 2024، تم اختيار الشركة للانضمام إلى برنامج روّاد الاستدامة التابع لوزارة الاقتصاد والتخطيط في المملكة العربية السعودية.
في مايو 2025، أطلقت شركة فلاورد ما وصفته بأول آلة بيع زهور آلية في منطقة الشرق الأوسط وشمال أفريقيا. وتم إطلاق أول جهاز في المملكة العربية السعودية والإمارات العربية المتحدة وقطر والكويت.

## جولات التمويل
في يونيو 2021، أكملت ويجو جولة تمويل من الفئة (ب) جمعت 27.5 مليون دولار أمريكي، بقيادة إس تي في (STV)، وبمشاركة من شركة تأثير المالية (Impact46). وفي فبراير 2023، أكملت ويجو جولة تمويل من الفئة (ج) جمعت 156 مليون دولار أمريكي، بقيادة كل من شركة الجزيرة كابيتال وRainwater Partners و إس تي في (STV)، ليصل أجمالي ما جمعته الشركة خلال جولات التمويل إلى أكثر من 190 مليون دولار.

## الرعاية
أعلنت شركة فلاورد عن رعايتها لنادي الهلال السعودي لكرة القدم لمدة أربع سنوات اعتباراً من موسم كرة القدم 2021-2022، بموجب هذة الشراكة حصلت فلاورد على العديد من الحقوق التجارية أبرزها وضع شعار شركة فلاورد على كتف قمصان نادي الهلال.
في فبراير 2025، أصبحت فلاورد شريكاً لبطولة مبادلة أبوظبي المفتوحة للتنس 2025.

## الجوائز
- 2022: جائزة الشرق الأوسط للتميز التكنولوجي لفئة التجارة الإلكترونية.[19]
- 2023: جائزة صناعة الرياضة (SPIA).[20]
- 2023: جائزتي "أفضل مبادرة في تجربة الموظفين" و"أفضل استراتيجية للمكافآت والتقدير" - المؤتمر السنوي لإدارة الموارد البشرية.[21]
- 2023: الجائزة الفضية في جوائز ستيفي الشرق الأوسط وشمال أفريقيا.[22]
- 2024: جائزة الأسد الفضي المرموقة - مهرجان كان ليونز الدولي للإبداع.[23]

## موسوعة غينيس
تملك فلاورد رقم قياسي عالمي في موسوعة غينيس لأكبر عدد من الزهور وأكبر كلمة بالزهور، باستخدام ما مجموعه 16491 وردة في المحاولتين.

## وصلات خارجية
- الموقع الرسمي